# وارونا، استرالیای غربی
وارونا (به انگلیسی: Waroona) یک منطقهٔ مسکونی در استرالیا است که در شایر وارونا واقع شده‌است.